# Église de l'Assomption de Myon
Pour les articles homonymes, voir Église de l'Assomption et Assomption.
L’église de l'Assomption de Myon est une église du XIXe siècle, située à Myon dans le Doubs en Franche-Comté.

## Histoire
L'église est construite à partir de 1843 sur les plans de l'architecte Maximilien Painchaux.
L'église est inscrite au titre des monuments historiques depuis le 13 juin 1991.

## Rattachement
L'église fait partie de la paroisse de Quingey (UP Calixte II) qui est rattachée au diocèse de Besançon.

## Architecture
L'église est de style Néoclassique.

## Mobilier
L'église possède une cloche datée de 1776, classée à titre objet des monuments historiques en 1943.